# Provinciale Waterstaat
De Provinciale Waterstaat (PWS) was een dienst van de Nederlandse provincies. Deze diensten zijn rond 1870 gevormd toen de rijksoverheid het beheer van de waterstaatzaken deels decentraliseerde en onderbracht bij de provincies.
De Provinciale Waterstaat was verantwoordelijk voor de waterstaatzaken in de provincie en werkte hierbij naast de waterschappen, die de waterhuishouding regelen, en Rijkswaterstaat, dat verantwoordelijk bleef voor de rijkswegen en rijkswateren. Provinciale Waterstaat was verantwoordelijk voor waterwegen, verkeerswegen en aanvankelijk ook spoorwegen. Dit beheer betrof de planologie, de aanleg van wegen, het onderhoud en het milieu. Met de instelling na 1945 in elke provincie van een Provinciale Planologische Dienst (PPD) verdween de planologie uit het takenpakket van de Provinciale Waterstaat.